# Zdenčec
Zdenčec est un village de la municipalité de Čazma, située dans le comitat de Bjelovar-Bilogora) en Croatie.